# Finové
Finové jsou národ mluvící finsky, původně obývající Finsko. Podle kontextu mohou, ale nemusí zahrnovat jak finské Švédy (švédsky mluvící obyvatele Finska), tak švédské Finy (finsky mluvící emigranty žijící ve Švédsku). Kvenové (etničtí Finové v Norsku), Tornedalové (etničtí Finové v severním Švédsku) a luteránští Ingrijští Finové se obvykle mezi Finy zařazují, kdežto Karelové žijící v Rusku na východ od hranice s Finskem a další finické národy za Finy považovaní nejsou. Dále se mezi Finy nepočítají ve Finsku žijící Švédové nebo Rusové.

## Osobnosti
Programátor Linus Torvalds je tvůrcem jádra svobodného operačního systému Linux. Artturi Ilmari Virtanen získal Nobelovu cenu za chemii, Ragnar Granit za fyziologii. Významným astronomem, optikem a také esperantistou byl Yrjö Väisälä, astronomii se věnovala též Liisi Otermaová. Chemik Johan Gadolin objevil yttrium. Matematik Lars Ahlfors získal jako první v historii prestižní Fieldsovu medaili.
Nejslavnějším finským filozofem je Georg Henrik von Wright, představitel analytické filozofie. Jeho žákem byl Jaakko Hintikka. Ve vědecké folkloristice vynikl Antti Aarne, zejména díky své typologii pohádek.
Zakladatelem finského písemnictví a tvůrcem spisovné finštiny byl Mikael Agricola. Lingvista Elias Lönnrot sesbíral a sestavil soubor národních mýtů, pohádek a poezie nazvaný Kalevala. Styl Kalevaly se snažil napodobit básník Eino Leino. Aleksis Kivi napsal první významný finský román, Juhani Aho byl prvním finským profesionálním spisovatelem. Svými historickými romány posiloval národní vědomí Zachris Topelius, paradoxně ve švédštině. Pozici národního básníka drží Johan Ludvig Runeberg, ač psal rovněž švédsky, stejně jako asi nejvýznamnější avantgardní autorka Edith Södergranová. Ve 20. století došel uznání Väinö Linna, Bo Carpelan, avšak zdaleka nejznámějším finským spisovatelem ve světě se stal Mika Waltari, autor proslulého románu Egypťan Sinuhet. Frans Eemil Sillanpää získal Nobelovu cenu za literaturu. Ze současných autorů je ceněna Sofi Oksanenová či humorista Arto Paasilinna (Autobus sebevrahů aj.). Tove Janssonová byla významnou, byť švédsky píšící, finskou autorkou literatury pro děti.
Významným sochařem byl Wäinö Aaltonen. Malíř Akseli Gallen-Kallela se proslavil ilustracemi k výše zmíněné Kalevale. Gay kulturu silně ovlivnil svými erotickými kresbami Touko Laaksonen známý jako Tom of Finland.
Nejvýznamnějším finským architektem je Alvar Aalto. Klíčovými figurami byli rovněž Eero Saarinen a jeho otec Eliel Saarinen. Současnou finskou architekturu a také uměleckou krajinotvorbu reprezentuje Marco Casagrande.
Nejúspěšnějším filmovým režisérem je Aki Kaurismäki. Renny Harlin se prosadil jako režisér hollywoodských béčkových filmů, Mauritz Stiller kdysi objevil Gretu Garbo.
Nejslavnějším finským hudebním skladatelem je bez velkých pochyb Jean Sibelius. Z interpretů lze jmenovat dirigenta Esa-Pekku Salonena. V globální pop-music se prosadila rocková kapela HIM, s frontmanem Villem Valo ve svém čele, a skupina symfonického metalu Nightwish se zpěvačkou Tarjou Turunenovou. Na kombinaci vážné hudby a metalu vsadila i Apocalyptica. Lauri Ylönen vede také dosti úspěšnou kapelu The Rasmus. Známým finským hudebníkem je také kytarista Ben Granfelt, který působil ve skupinách Leningrad Cowboys, Wishbone Ash, Gringos Locos, Guitar Slingers a skupině Ben Granfelt Band. V roce 2023 se díky Eurovision song contest proslavil rapper a zpěvák Käärijä.
Za největší politickou osobnost svých dějin Finové považují Carla Gustafa Emila Mannerheima. Rozhodující osobností finského národního obrození v 19. století a tvůrcem koncepce moderního finského národa byl filozof Johan Vilhelm Snellman. Nositelem Nobelovy ceny za mír je diplomat a politik Martti Ahtisaari. Bojovnicí za práva žen byla Minna Canthová.
Cestovatel Adolf Erik Nordenskjöld jako první obeplul Euroasii.
Devět zlatých olympijských medailí vybojoval fenomenální meziválečný běžec Paavo Nurmi. Čtyři skokan na lyžích Matti Nykänen či běžec Lasse Virén, tři veslař Pertti Karppinen, pět rychlobruslař Clas Thunberg. Ve formuli 1 se prosadili Mika Häkkinen či Kimi Räikkönen. Nejslavnějšími finskými fotbalisty jsou Jari Litmanen a Sami Hyypiä. Řada Finů se proslavila v motorovém sportu. Mistry světa v rally závodech se stali Markku Alén, Ari Vatanen, Hannu Mikkola, Timo Salonen, Juha Kankkunen, Tommi Mäkinen a Marcus Grönholm. Asi nejslavnějším finským hokejistou je Teemu Selänne.

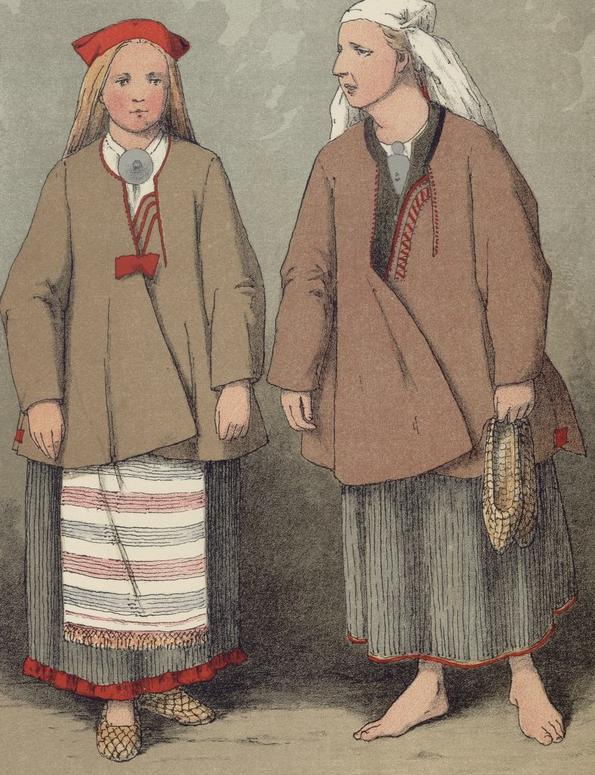
Finská selka s dcerou z roku 1882
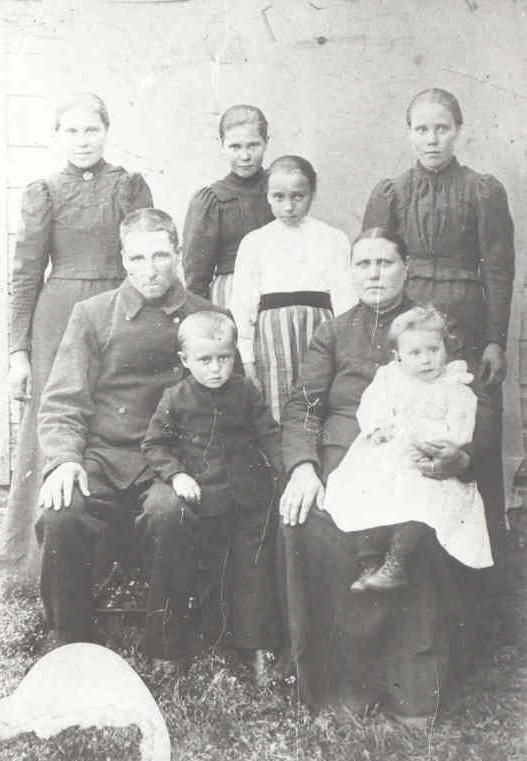
Finská zemědělská rodina z roku 1901